# 경찰청 사람들 2015
《경찰청 사람들 2015》는 MBC에서 2015년 4월 30일부터 2015년 10월 29일까지 방영하였던 시사/교양 프로그램이다.

## 프로그램 소개
1990년대 한국의 사회상을 담아내며 공전의 히트를 기록했던 '경찰청 사람들' 20여 년이 지난 지금 과연 우리 사회는 어떻게 달라졌을까? '경찰청 사람들 2015'는 우리가 살아가는 '지금'을 조명해보며 사고와 범죄로부터 안전한 우리 사회를 모색해 본다.

## 방송 시간
| 방송 채널 | 방송 기간                          | 방송 시간                            | 방송 분량  |
| --------- | ---------------------------------- | ------------------------------------ | ---------- |
| MBC TV    | 2015년 4월 30일 ~ 2015년 10월 29일 | 매주 목요일 밤 11시 10분 ~ 12시 30분 | 1시간 20분 |

## 방영목록
- 1회 (4월 30일) 특별수사본부/나를 찾아줘/남매의 비밀
- 2회 (5월 7일) 벼랑에서 추락한 남자 그 진실은?/허위임신 그녀는 왜?/신종사기 몸캠피싱 완벽 예방법
- 3회 (5월 14일) 손자를 납치한 할머니/비밀에 싸인 며느리/응급실에 온 아이
- 4회 (5월 21일) 새로운 탑폴리스/이 주의 주요사건 - 청주 버스 할머니 폭행사건(동네조폭)/11억원을 빼앗긴 남자/유혹의 인터넷 채팅
- 5회 (5월 28일) 이 주의 주요사건 - 보이스피싱/가출 청소년의 비밀(가출팸)/순정을 바친 여자 그녀는 왜?(제비와 꽃뱀 사기)
- 6회 (6월 4일) 완전범죄 범죄전문가/120kg 금고도난사건
- 7회 (6월 25일) 사건 대 사건-혈액형 살인사건/범죄의 탄생-뇌를 빌려드립니다/수사파일 WHO-2015 새총을 든 사람들(새총테러사건)
- 8회 (7월 2일) 사건 대 사건-친족살해 - 살아남은사람들(일가족 일산화탄소 중독사건)/범죄의 탄생-고교생불법 스포츠 도박중독(불법도박)/수사파일 who-아동 음란물 소탕작전(음란물과의 전쟁 선포)
- 9회 (7월 9일) 사건 대 사건 - 10년 간격으로 발생한 잔혹한 여성연쇄살인자/범죄의 탄생- 매일 아내를 찾아 나서는 치매 할아버지/사건파일 who-통영 앞바다에서 건져 올린 의문의 자동차! 그 안에 사람이 있었다?!
- 10회 (7월 16일) 사건 대 사건 - 전교 1등 모범생의 모친살해,300억 자산가 큰아들의 패륜범죄/수사파일X - 욱범죄
- 11회 (7월 23일) 사건 대 사건-연인과의 이별/범죄의 탄생-원하는 대학 어디든 보내드립니다/사건파일X-상주 농약사이다 사건
- 12회 (7월 30일)사건 대 사건-한일 소년범죄자/범죄의 탄생- 긴급출동!그녀를 구하라/수사파일X-보복운전
- 13회 (8월 6일)사건 대 사건-두여인 이야기/범죄의 탄생-기적의 여인/수사파일X-2015 봉이김선달 도시가스 절도사건
- 14회 (8월 13일) 사건 대 사건-세뇌범죄/범죄의 탄생-위조 전과 7범의 복권 위조범/수사파일X-성매매와의 전쟁
- 15회 (8월 20일) 사건 대 사건-연쇄방화범 그들은 누구인가?/범죄의 탄생-톱스타를 훔쳐라!/사건파일X-동물학대 잔혹사
- 16회 (8월 27일) 사건 대 사건-가면속의 살인자들/범죄의 탄생-최사모의 열두제자/사건파일X-다목적 기동수사대
- 17회 (9월 3일) 사건 대 사건-공소시효/범죄의 탄생-음주 인사건의 진범/사건파일X-워터파크 몰카사건
- 18회 (9월 17일) 사건 대 사건-묻지마 범죄/범죄의 탄생-꿈의 직장/사건파일X-무면허 불법의료
- 19회 (10월 1일) 추적! 김일곤 미스터리
- 20회 (10월 8일) 사건 대 사건-시신없는 살인사건/범죄의 탄생-딸들의 전쟁
- 21회 (10월 15일) 사건 대 사건-아버지와 어머니의 속사정/범죄의 탄생-당신을 초대합니다/사건파일X-과학수사대
- 22회 (10월 22일) 사건 대 사건-아동학대/범죄의 탄생-평행이론/사건파일X-용인 벽돌 사망사건의 전말
- 23회(마지막회)(10월 29일) 사건 대 사건-종교범죄/범죄의 탄생-가야동 고부살인사건의 전말/사건파일X-잇따른 가족의 죽음, 그리고 감기약과 소화제의 비밀!

## 역대 MC
| 대수 | 진행자                         | 진행 기간                          | 비고 |
| ---- | ------------------------------ | ---------------------------------- | ---- |
| 1기  | 이경규                         | 2015년 4월 30일 ~ 2015년 6월 4일   |      |
| 2기  | 박예리 (전북익산경찰서) (경위) | 2015년 6월 25일 ~ 2015년 10월 29일 |      |

## MC 변경
2015년 4월 30일 ~ 2015년 6월 4일 동안 6회까지 이경규가 MC로 있었으나, 1회가 나가자마자 이 프로그램에 출연한 어느 경찰의 성추행 논란이 불거지면서 이 경찰이 하차하는 등 설화에 시달려 시청률 부진을 면치 못하여 2015년 6월 25일 7회 방송분부터 이경규를 하차시키는 대신 2015년 10월 29일 23회까지 MC와 방송 장르를 취재형식으로 바꾸어 박예리 경위 (전북익산경찰서 수사과)가 맡았는데 이경규가 MBC에서 왕성하게 활동했던 시절 같이 일한 연출자들은 일선을 떠난 상태였다.

## 2015년 MBC 가을 개편으로 인한 폐지
2015년 10월 26일 MBC 관계자는 스포츠조선에 "'《세바퀴》'와 '《경찰청 사람들 2015》'의 폐지가 확정됐다"고 밝혔다.
MBC 관계자에 따르면 논의 중이던 내용대로 '《능력자들》'이 기존 '《세바퀴》' 방송 시간인 금요일 오후 11시, '《위대한 유산》'은 '《경찰청 사람들 2015》'가 방송되고 있는 목요일 오후 11시 편성됐다. MBC 관계자에 따르면 논의 중이던 내용대로 '《능력자들》'이 기존 '《세바퀴》' 방송 시간인 금요일 오후 11시, '《위대한 유산》'은 '《경찰청 사람들 2015》'가 방송되고 있는 목요일 오후 11시 편성됐다. 이번 2015년 MBC 가을 개편은 2015년 11월 9일부터 단행되었다.

## 시청률
- AGB 닐슨 미디어리서치

| 회차 | 방송 일자        | 전국 시청률(증감치) |
| ---- | ---------------- | ------------------- |
| 1회  | 2015년 4월 30일  | 3.6%                |
| 2회  | 2015년 5월 7일   | 3.9%                |
| 3회  | 2015년 5월 14일  | 3.3%                |
| 4회  | 2015년 5월 21일  | 3%                  |
| 5회  | 2015년 5월 28일  | 3.7%                |
| 6회  | 2016년 6월 4일   | 3.1%                |
| 7회  | 2015년 6월 25일  | 3.1%                |
| 8회  | 2015년 7월 2일   | 3.1%                |
| 9회  | 2015년 7월 9일   | 2.6%                |
| 10회 | 2015년 7월 16일  | 4.5%                |
| 11회 | 2015년 7월 23일  | 3.2%                |
| 12회 | 2015년 7월 30일  | 3%                  |
| 13회 | 2015년 8월 6일   | 2.8%                |
| 14회 | 2015년 8월 13일  | 3.2%                |
| 15회 | 2015년 8월 20일  | 2.6%                |
| 16회 | 2015년 8월 27일  | 3.4%                |
| 17회 | 2015년 9월 3일   | 3.9%                |
| 18회 | 2015년 9월 17일  | 3.1%                |
| 19회 | 2015년 10월 1일  | 4.2%                |
| 20회 | 2015년 10월 8일  | 5%                  |
| 21회 | 2015년 10월 15일 | 3.9%                |
| 22회 | 2015년 10월 22일 | 5.4%                |
| 23회 | 2015년 10월 29일 | 4.6%                |

## 같이 보기
- 경찰청 사람들 - 1993년부터 1999년까지 MBC에서 방영된 프로그램